# 2001: Odyseja kosmiczna (powieść)
2001: Odyseja kosmiczna (tyt. oryg. 2001: A Space Odyssey) – powieść fantastycznonaukowa brytyjskiego pisarza Arthura C. Clarke’a wydana w 1968 r. Została ona częściowo oparta na kilku opowiadaniach Clarke′a, przede wszystkim Posterunku (The Sentinel) i Encounter in the Dawn. Pierwsze polskie wydanie w tłumaczeniu Jędrzeja Polaka ukazało się w 1990 r. Drugi przekład autorstwa Radosława Kota został opublikowany pod tytułem Odyseja kosmiczna 2001.

## Historia powstania powieści
Powieść powstała we współpracy ze Stanleyem Kubrickiem w trakcie pracy nad scenariuszem filmu o tym samym tytule. Wiedząc, że pisanie scenariusza będzie dla Clarke'a żmudnym i nudnym zajęciem, Kubrick zaproponował, by najpierw popracował nad powieścią. Clarke większą jej część napisał w hotelu Chelsa, w pokoju 1008. Ostateczna wersja powieści musiała zostać zaaprobowana przez Kubricka, któremu zależało również na tym, aby film ukazał się przed publikacją powieści. Ostatecznie powieść została wydana w USA po koniec czerwca 1968 roku, niecałe trzy miesiące po premierze filmu.

## Fabuła
Akcja opowieści rozpoczyna się w czasach prehistorycznych. Następnie zostaje przeniesiona w rok 1999. Oba „czasy” łączy tajemniczy Monolit, który najpierw odkrywają przodkowie ludzi na Ziemi (to dzięki jego tajemniczemu wpływowi małpoludy użyły pierwszego narzędzia), a następnie w 1999 ludzie w kraterze Tycho na Księżycu. Podczas drugiego odkrycia Monolit wysyła sygnał radiowy w kierunku Japeta, księżyca Saturna. Z tego powodu półtora roku później (2001) w kierunku tej planety, na pokładzie statku „Discovery One”, wyrusza ziemska ekspedycja. Statek kontroluje sztuczna inteligencja, komputer HAL 9000, któremu zakazano ujawniać astronautom prawdziwy cel misji. Komputer uznaje, że ludzie stanowią przeszkodę w realizacji jego zadań. Osią powieści stają się zmagania astronautów z HALem. Ostatecznie David Bowman, ostatni członek załogi, dociera do układu Saturna i odnajduje drugi Monolit. Zostaje wtedy porwany przez nieznaną siłę i przeniesiony w odległe rejony kosmosu.
W filmie o tym samym tytule drugi monolit znajduje się w układzie Jowisza. Dalsze powieści cyklu podążają za tą zmianą.

## Wydania
W tłumaczeniu Jędrzeja Polaka
- 2001: Odyseja kosmiczna, Wydawnictwo Poznańskie, Poznań 1990, ISBN 83-210-0787-2 (w serii Ze Słoneczkiem)
- 2001: Odyseja kosmiczna, Świat Książki, Warszawa 1995, ISBN 83-7129-106-X
- 2001: Odyseja kosmiczna, Amber, Warszawa 1997, ISBN 83-7169-418-0 (w serii Wielkie Serie SF)
- 2001: Odyseja kosmiczna, Vis-à-vis Etiuda, Kraków 2008, ISBN 978-83-89640-94-9
- Odyseja kosmiczna, Vis-à-vis Etiuda, Kraków 2012, ISBN 978-83-7858-015-7 (wydanie zbiorcze)

W tłumaczeniu Radosława Kota
- Odyseja kosmiczna 2001, REBIS, Poznań 2022, ISBN 978-83-8188-496-9 (w serii Wehikuł Czasu)